# Texas (musikgrupp)
Texas är en brittisk pop/rockgrupp från Glasgow, Skottland, bildad 1986 av Johnny McElhone (basgitarr, före detta Altered Images och Hipsway), Eddie Campbell (keyboard), Ally McErlaine (gitarr), Richard Hynd (trummor) och Sharleen Spiteri (sång och gitarr).
De skivdebuterade i januari 1989 med singeln "I Don't Want a Lover" vilken blev en hit i Storbritannien där den nådde #8 på UK Singles Chart och även i övriga Europa. Två månader efteråt släpptes debutalbumet Southside som blev en succé, men inga fler av albumets singlar blev någon stor framgång. Musiken innehöll mycket slidegitarr och Spiteri sjöng med mer amerikansk engelska än brittisk vilket gjorde att den fick mer av en amerikansk ljudbild. Det blev också deras enda framgångsrika skiva i USA. De två efterföljande albumen Mother's Heaven och Ricks Road blev bara måttliga framgångar.
I och med sitt fjärde album White on Blonde 1997 gjorde gruppen comeback. Det hade föregåtts av singeln "Say What You Want" som överträffade framgången med deras debutsingel. Från 1997–2000 hade bandet sedan flera europeiska hitsinglar som "Black Eyed Boy", "In Our Lifetime", "Summer Son" och "Inner Smile". I USA uteblev framgångarna nu helt. Deras senaste skiva släpptes 2005 och efter det har bandet varit mer sporadiskt aktivt. Sharleen Spiteri släppte ett soloalbum 2008.

## Diskografi
Studioalbum
- 1989 – Southside
- 1991 – Mothers Heaven
- 1993 – Ricks Road
- 1997 – White On Blonde
- 1999 – The Hush
- 2003 – Careful What You Wish For
- 2005 – Red Book
- 2013 – The Conversation
- 2017 – Jump On Board
- 2021 – Hi

Samlingsalbum
- 2000 – Texas Greatest Hits
- 2004 – I Don't Want a Lover: The Collection
- 2007 – BBC Sessions, inspelat 1989–2003
- 2015 – Texas 25

Singlar (topp 40 på UK Singles Chart)
- 1989 – "I Don't Want a Lover" (#8)
- 1992 – "Alone With You" (#32)
- 1992 – "Tired of Being Alone" (#19)
- 1993 – "So Called Friend" (#30)
- 1993 – "You Owe It All to Me" (#39)
- 1994 – "So in Love with You" (#28)
- 1997 – "Say What You Want" (#3)
- 1997 – "Halo" (#10)
- 1997 – "Black Eyed Boy" (#5)
- 1997 – "Put Your Arms Around Me" (#10)
- 1998 – "Say What You Want (All Day, Every Day)" (med Wu-Tang Clan) (#4)
- 1999 – "In Our Lifetime" (#4)
- 1999 – "Summer Son" (#5)
- 1999 – "When We Are Together" (#12)
- 2000 – "In Demand"
- 2001 – "Inner Smile" (#6)
- 2001 – "I Don't Want a Lover" (remix) (#16)
- 2003 – "Carnival Girl" (med Kardinal Offishall) (#9)
- 2003 – "I'll See It Through" (#40)
- 2005 – "Getaway" (#6)
- 2005 – "Can't Resist" (#13)
- 2006 – "Sleep" (#6)